# فريدريك جوزيف
فريدريك جوزيف هارفي دارتون (بالإنجليزية: F. J. Harvey Darton)‏ (22 سبتمبر 1878 - 26 يوليو 1936)  مؤلف وناشر ومؤرخ لأدب الأطفال.